# Rafael Collado García
Rafael Collado García (n. Albacete; 1 de julio de 1969), apodado Coco, es un futbolista profesional español.
Jugó en el Albacete Balompié durante sus primeros años, ocupando la posición de lateral derecho inicialmente y más tarde, la de defensa central.
Se retiró en 2004.

## Trayectoria
- 1988-96 Albacete
- 1996-98 Osasuna
- 1998-99 Yeclano
- 1998-99 Calahorra
- 1999-00 Yeclano
- 1999-01 Linares
- 2001-02 Mejoreño
- 2001-02 Quintanar
- 2002-04 Logroñés

- Datos: Q9065789